# 圣母升天圣殿主教座堂 (奥拉迪亚)

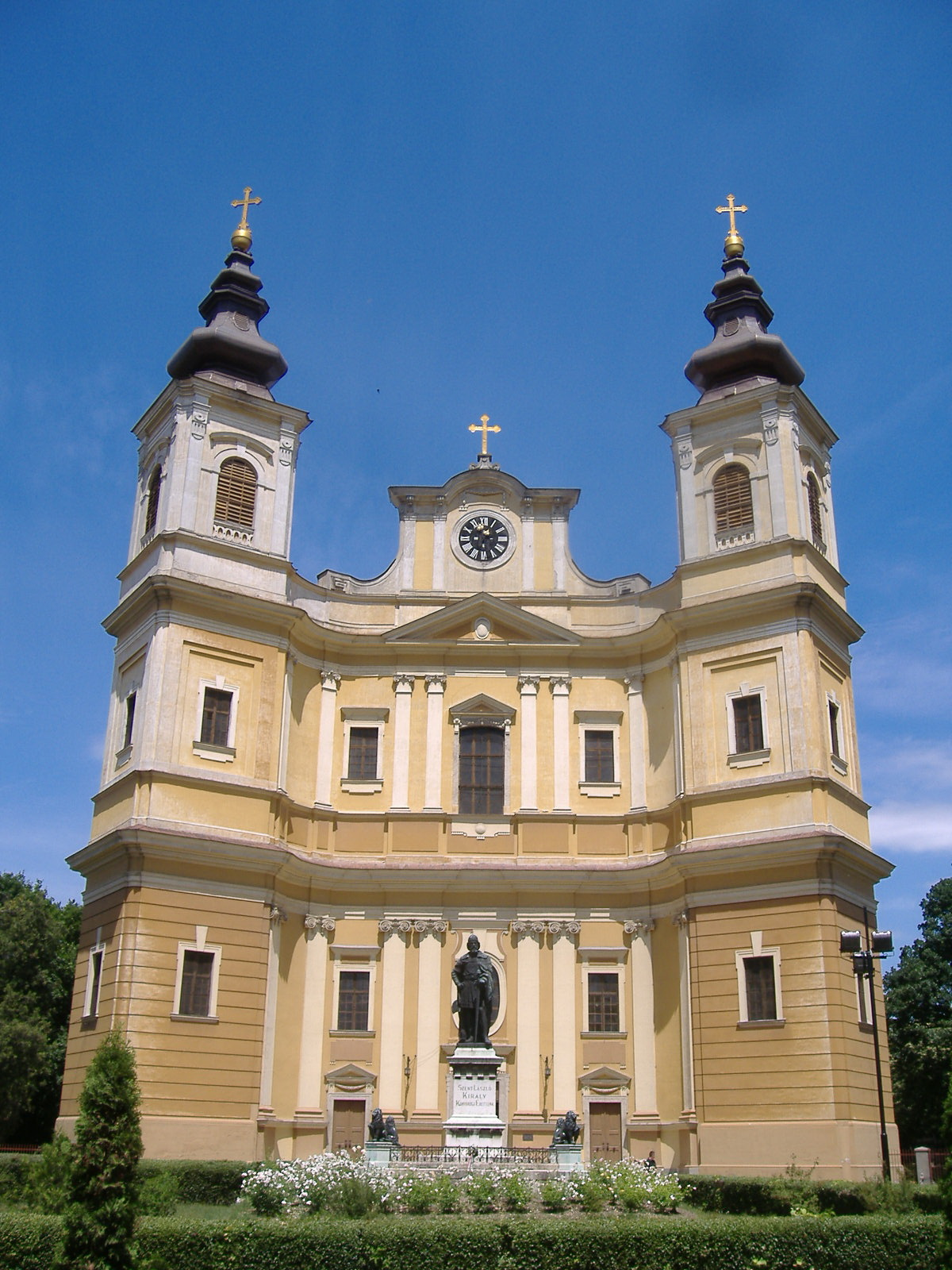
圣母升天圣殿主教座堂

圣母升天圣殿主教座堂（Bazilica Romano-Catolică）位于罗马尼亚与匈牙利边境的城市奥拉迪亚，是天主教奧拉迪亞馬雷教區的主教座堂，罗马尼亚四座罗马天主教宗座圣殿中的第二座，也是罗马尼亚最大的巴洛克式建筑。
圣母升天圣殿主教座堂兴建于1752年至1780年。由神圣罗马帝国皇后玛丽亚·特蕾西亚聘请意大利建筑师Giovanni Battista Ricca设计。Ricca死后由维也纳的Franz Anton Hillebrandt完成。建筑为奥地利巴洛克风格。
主教座堂长68米，宽30米，钟楼高61米。
正祭台用卡拉拉大理石建造，圣母升天像由奥地利艺术家文森特·菲舍尔绘于1778年。教堂两侧各有4个祭台，右侧分别为圣十字、圣弥额尔、臬玻穆的圣若望、圣斯德望，左侧分别为圣芭芭拉、圣伯多禄圣保禄、圣若望宗徒、天主圣三。穹顶壁画是“天上基督的凯旋”。
在教堂的门口边，有一些十五世纪和十六世纪的哥特式和文艺复兴墓碑。
管风琴制于1780年，由皇后玛丽亚·特蕾西亚赠予教堂。
教堂内安放拉斯洛一世的遗体。

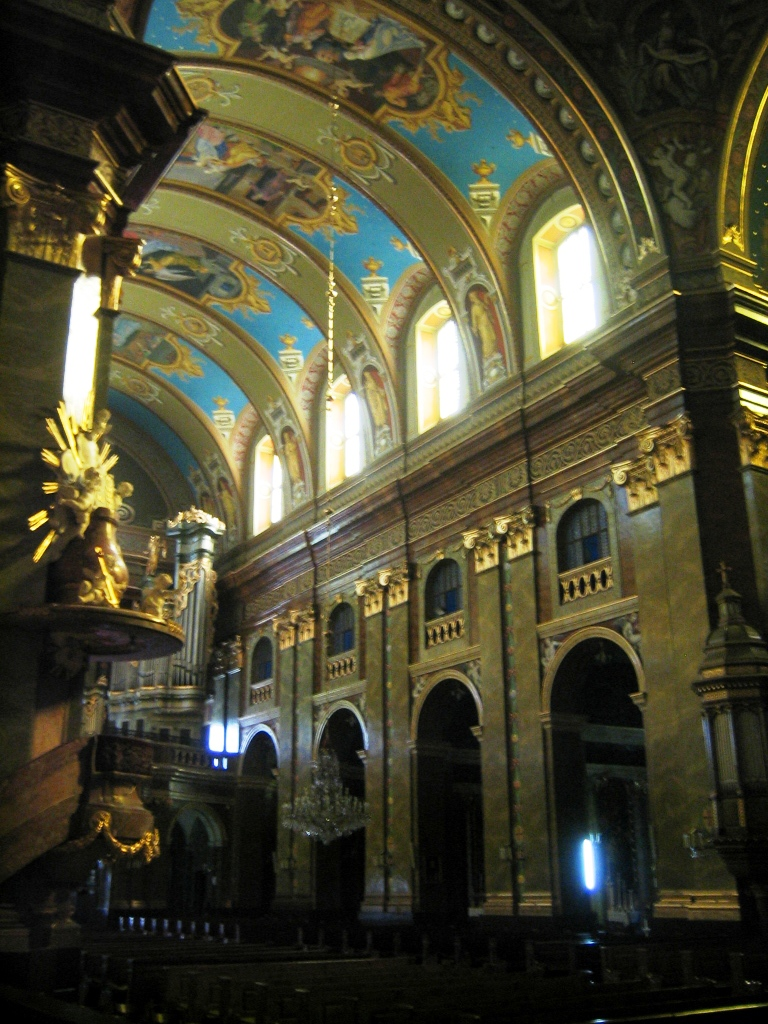
内部
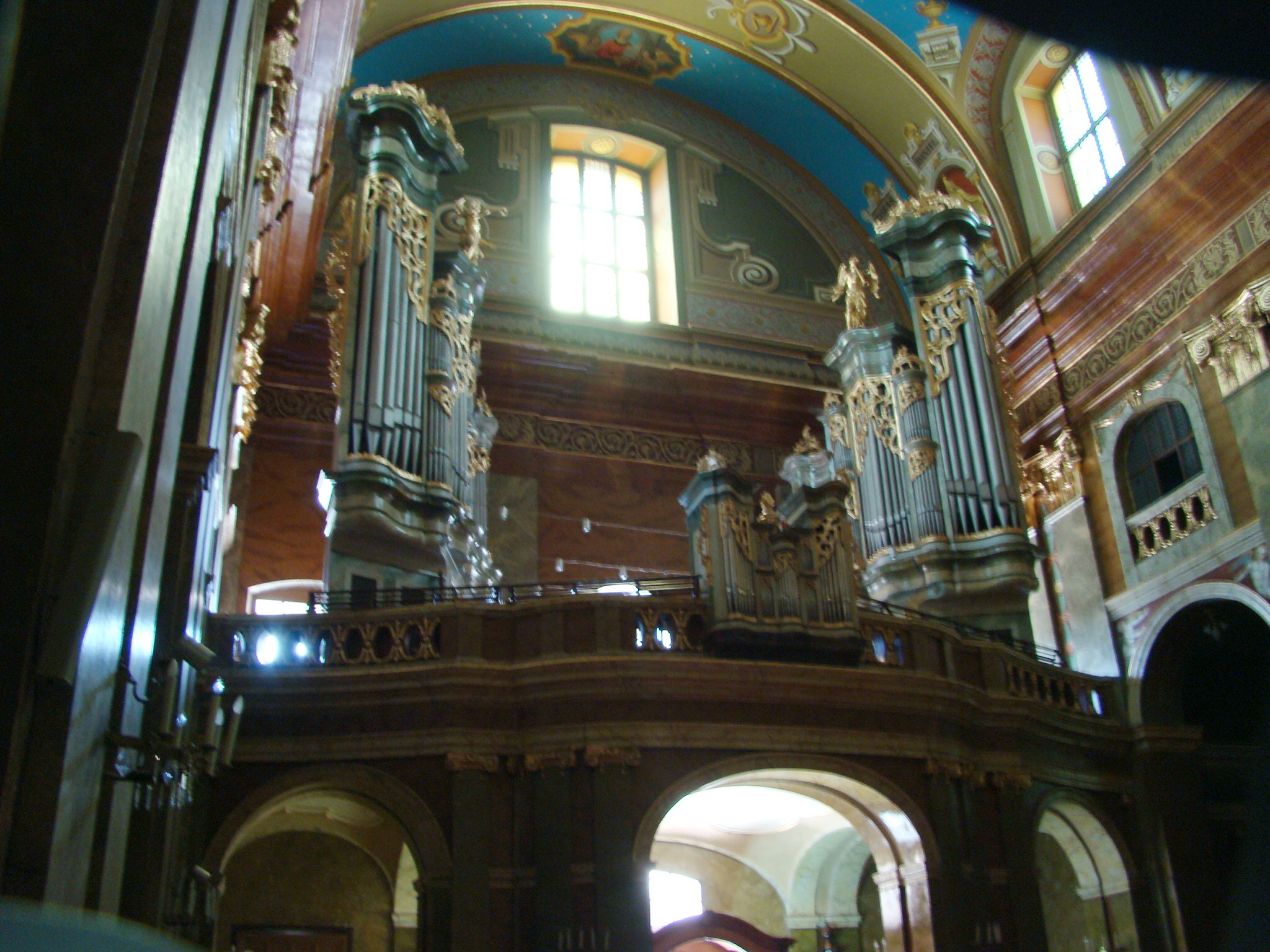